# 萩原工業presents ハミダセ!アミダセ!STU48
『萩原工業 presents ハミダセ!アミダセ!STU48』（はぎはらこうぎょう プレゼンツ ハミダセ! アミダセ! エスティーユー フォーティーエイト）は、岡山エフエム放送（FM OKAYAMA）で放送されていたラジオ番組。放送時間は毎週土曜 12:30 - 12:45。パーソナリティーは沖侑果（STU48）。

## 概要
STU48の沖がゲスト（STU48のメンバー）を迎え、土曜のランチタイムを盛り上げていく。
毎週、アリオ倉敷のサテライトスタジオ「アリオ768」で公開収録した模様が放送されている。
第52回（2020年4月4日）より「radiko」（通常版、岡山県内向け）ならびに「radikoプレミアム・エリアフリー」（有料会員制、全国で聴取可能）での聴取が可能となった。
2020年9月26日の放送をもって最終回を迎えた。
2020年10月以降はSTU48の新番組として、毎週水曜21:55 - 22:00に同じく沖がパーソナリティを務める『STU48のもしもし?』が放送開始。さらに2021年7月より『STU48のあり!あり!Ario!!』を土曜の11:40-11:55に開始。土曜日の午後に『Ario Happy Saturday』があるため、5分のニュースを挟んで約50分がアリオ倉敷関連番組となっている。

## 番組コーナー
沖ちゃんアミダす!”ハミダし”メンバープロフィール
ゲストメンバーの趣味・趣向を紹介したり、公式サイトには載っていないプロフィールを募集するコーナー。
沖ちゃん”お気楽”相談室
沖とゲストメンバーがリスナーの悩みを解決するコーナー。
ココだけMVコメンタリー
沖とゲストメンバーがSTU48のミュージックビデオやCMなどを見て、コメントしていくコーナー。
目指せ糸のこマスター! 沖ちゃん製作所
沖の特技である糸鋸盤の技術を鍛えるコーナー。ハサミでお題の形を切り取り、ゲストメンバーが何かを当てる。
沖ちゃんといただきます!
沖とゲストメンバーが岡山県や倉敷の名物を食べるコーナー。
この他、普通のお便りを募集したり、メンバーによって特別企画を行うことがある。

## ゲスト
2019年
| 放送回（放送日）                        | ゲスト     | 備考                                                                            |
| --------------------------------------- | ---------- | ------------------------------------------------------------------------------- |
| 第1回（4月6日） - 第3回（4月20日）      | 菅原早記   |                                                                                 |
| 第4回（4月27日） - 第6回（5月11日）     | 瀧野由美子 |                                                                                 |
| 第7回（5月18日） - 第9回（6月1日）      | 石田みなみ |                                                                                 |
| 第10回（6月8日） - 第12回（6月22日）    | 土路生優里 |                                                                                 |
| 第13回（6月29日） - 第15回（7月13日）   | 森香穂     |                                                                                 |
| 第16回（7月20日） - 第18回（8月3日）    | 中村舞     |                                                                                 |
| 第19回（8月10日） - 第21回（8月24日）   | 峯吉愛梨沙 | 特別企画「14歳の夏休み絵日記」「抜き打ち!漢字テスト」を放送                     |
| 第22回（8月31日） - 第24回（9月14日）   | 新谷野々花 | 特別企画「のんちゃん夏の絵日記」「沖のんで聞き取れ!緊急ヒアリングテスト」を放送 |
| 第25回（9月21日） - 第27回（10月5日）   | 三島遥香   |                                                                                 |
| 第28回（10月12日） - 第30回（10月26日） | 兵頭葵     | 特別企画「葵ちゃん耳コピメロディ製作所」「沖ちゃんUKI☆UKIイングリッシュ」を放送 |
| 第31回（11月2日） - 第33回（11月16日）  | 福田朱里   |                                                                                 |
| 第34回（11月23日） - 第36回（12月7日）  | 榊美優     | 第35回（11月30日）は「世界にハミダせ!沖ちゃん製作所 海外進出計画!」を放送       |
| 第37回（12月14日） - 第39回（12月28日） | 岩田陽菜   | 第39回（12月28日）は「沖ちゃん製作所 おきぴよキッチン」を放送                   |

2020年
| 放送回（放送日）                      | ゲスト     | 備考 |
| ------------------------------------- | ---------- | --- |
| 第40回（1月4日） - 第42回（1月18日）  | 福田朱里   | 第40回（1月4日）は「沖ちゃん製作所2020年の目標」、第42回（1月18日）は「沖ちゃんUKI☆UKIイングリッシュ」を放送 |
| 第43回（1月25日） - 第45回（2月8日）  | 大谷満理奈 | |
| 第46回（2月15日） - 第47回（2月29日） | 磯貝花音   | |
| 第48回（3月7日） - 第50回（3月21日）  | 薮下楓     | |
| 第51回（3月28日） - 第53回（4月11日） | 甲斐心愛   | 第52回（4月4日）より「radiko」（通常版、岡山県内向け）ならびに「radikoプレミアム・エリアフリー」（有料会員制、全国で聴取可能）での聴取が可能に。また、この回には牛嶋俊明がゲスト出演した。第53回（4月11日）は「萩原工業様、こんなシートをつくってください。次世代シート プレゼン対決」を放送 |
| 第54回（4月18日） - 第56回（5月2日）  | 森下舞羽   | |
| 第57回（5月9日）                      | なし       | 未公開トークを放送 |
| 第58回（5月16日）                     | 石田千穂   | 第58回（5月16日）ではSTU48と萩原工業のコラボグッズが誕生することが発表された |